# Andrija Luković
Andrija Luković (Servisch: Андрија Луковић) (Belgrado, 24 oktober 1994) is een Servisch voetballer die bij voorkeur als middenvelder speelt. Hij tekende in juni 2016 een driejarig contract bij Rode Ster Belgrado, dat hem overnam van PSV.

## Clubcarrière
Luković debuteerde op 9 maart 2013 op achttienjarige leeftijd voor FK Rad, in een competitiewedstrijd tegen FK Smederevo. In november 2013 mocht hij stage lopen bij RSC Anderlecht, waarmee hij een vriendschappelijke wedstrijd afwerkte tegen NAC Breda. Luković tekende in augustus 2014 een driejarig contract bij PSV, met een optie voor nog twee jaar. Hier speelde hij twee jaar in Jong PSV. Een debuut in het eerste elftal bleef uit. Luković tekende in juni 2016 een driejarig contract bij Rode Ster Belgrado.

### Carrièrestatistieken
| Seizoen                     | Club            | Land            | Competitie      | Competitie | Competitie | Beker | Beker | Internationaal | Internationaal | Overig | Overig | Totaal | Totaal |
| Seizoen                     | Club            | Land            | Competitie      | Wed.       | Dlp.       | Wed.  | Dlp.  | Wed.           | Dlp.           | Wed.   | Dlp.   | Wed.   | Dlp.   |
| --------------------------- | --------------- | --------------- | --------------- | ---------- | ---------- | ----- | ----- | -------------- | -------------- | ------ | ------ | ------ | ------ |
| 2012/13                     | FK Rad          | Servië          | Superliga       | 12         | 3          | 0     | 0     | 0              | 0              | 0      | 0      | 12     | 3      |
| 2012/13                     | → FK BASK       | Servië          | Prva Liga       | 3          | 0          | 0     | 0     | 0              | 0              | 0      | 0      | 3      | 0      |
| 2013/14                     | FK Rad          | Servië          | Superliga       | 23         | 2          | 1     | 0     | 0              | 0              | 0      | 0      | 24     | 2      |
| 2014/15                     | Jong PSV        | Nederland       | Eerste divisie  | 24         | 0          | 0     | 0     | 0              | 0              | 0      | 0      | 24     | 0      |
| 2015/16                     | Jong PSV        | Nederland       | Eerste divisie  | 11         | 1          | 0     | 0     | 0              | 0              | 0      | 0      | 11     | 1      |
| Carrière totaal             | Carrière totaal | Carrière totaal | Carrière totaal | 73         | 6          | 1     | 0     | 0              | 0              | 0      | 0      | 74     | 6      |
| Bijgewerkt tot 10 juni 2016 |                 |                 |                 |            |            |       |       |                |                |        |        |        |        |

## Interlandcarrière
Luković speelde negen wedstrijden voor Servië –19, waarin hij drie doelpunten scoorde. Hij nam met Servië –19 deel aan het Europees kampioenschap onder 19 jaar in Litouwen. Servië –19 won het toernooi door in de finale Frankrijk –19 te verslaan dankzij een doelpunt van Luković.

## Erelijst
| Europees kampioen -19 | 1x | 2013 |

## Trivia
In 1998 heeft Luković meegedaan aan de nationale soundmixshow in Kroatië en heeft de derde prijs gewonnen met een vertolking van het nummer: You give love a bad name van Bon Jovi.